# Tokkyuu Shirei Solbrain (игра)
Tokkyuu Shirei Solbrain (яп. 特救指令 ソルブレイン) или Shatterhand (за пределами Японии) — видеоигра в жанре аркада, разработанная компанией Natsume в 1991 году и выпущенная эксклюзивно для игровой консоли Nintendo Entertainment System.
Игра была разработана по мотивам одноимённого телесериала. Версия игры для других стран имеет другое название, другой сюжет и главного героя. Наиболее значительным отличием версий игры является полная замена одного уровня.

## Игровой процесс
Игрок управляет полицейским в робо-костюме по имени Daiki Nishio/SolBraver (西尾 大樹/ソルブレイバー Nishio Daiki/Sorubureibā?), способным атаковать противников сильными ударами руки. Также на уровнях расположены коробки, содержащие символы «альфа» и «бета». Когда игрок собирает комбинацию из трёх символов, он получает одно из восьми дополнительных оружий в виде спутника, летающего за игроком и атакующего противников разными способами. Спутник также может быть использован для вертикального взлёта игрока и для броска в противников. При повторном сборе ранее собранной комбинации символов игрок на короткое время получает самое мощное оружие в игре, атакующее противников на расстоянии.
В игре семь уровней. После прохождения первого уровня игрок может выбрать один из пяти следующих. После их прохождения становится доступен последний уровень, отличающийся от других наличием трех боссов, также в определённые моменты игрок может ходить по потолку, как и на уровне "Area E"

## Уровни
После того как игрок пройдёт уровень "А", ему будет предоставлена возможность выбрать остальные B, C, D, E, F в любом порядке.
- Area A (Oil Refenery) - самый первый уровень, с него начинается игра.
- Area B (Factory)
- Area C (Circus) - уровень в японской версии игры. Самый короткий уровень из всех.
- Area C (Nuclear Submarine) - уровень в американской и европейской версиях.
- Area D (Filtration Plant) - уровень со скользкими поверхностями, позже под водой.
- Area E (Anti Gravity Research Facility) - самый длинный уровень после финала. Здесь будут секции ходьбы по потолкам.
- Area F (Burning City)
- Final Area (Space Shuttle) - уровень станет доступен, когда игрок закончит все предыдущие, уровень имеет особенности, такие, как смена гравитации, а также три уже известных босса.

Примечание: В пиратском издании выбор уровня был вырезан, в результате чего после обязательного прохождения уровня "А" игрока перекидывало на уровень "F", и из-за ошибки пиратских программистов босс уровня "F" повторялся бесконечно. А если с помощью сохранений на меню выбора уровня из оригинала попасть в любой другой уровень, то босс данного уровня также будет повторяться бесконечно.

## Предметы и бонусы

### Выпадает из ящиков
- Монеты\P - выпадают из врагов, также из ящиков. Маленькая 50, большая 200. Они нужны, чтобы покупать предметы.
- Альфа\Бета - если собрать в произвольном порядке 3 штуки, то над персонажем будет парить помощник-спутник, помогающий в бою. Если собрать те же символы, игрок получит костюм, стреляющий напалмом (в японской версии огнемёт), ограничен по времени, и при уроне время отнимается быстрее. Если бить по предмету, он обратится в большую монету\Р.
- Мешок\Р коробка - За некоторое время вы должны будете выбить как можно больше монеток\Р из бонуса, пока он не исчезнет
- Граната - ловушка, взрывается и ранит игрока. Появляется иногда вместо Мешка\Р коробки.

### Покупается за монеты\Р
- Супер кулак - Стоимость 100. Ваш костюм покраснеет (порозовеет в японской), от ваших ударов враг получает в 2 раза больше урона. Исчезает, если получите урон 3 раза.
- Энергия - Стоимость 300. Восполняет шкалу здоровья.
- Жизнь - Стоимость 2000. Дополнительная жизнь. Встречается крайне редко

## Спутник
Помощник содействует в бою с врагами. Для его появления необходимо собирать значки Альфа или Бета в определённой комбинации.
(А - Альфа, Б - Бета)
ААА - Атакует шаром, вращающимся по диагонали.
ААБ - Атакует лазером.
АБА - Атакует мечом.
АББ - Атакует шарами, отскакивает от поверхностей.
БАА - Атакует шарами, летящими наверх.
БАБ - Атакует бумерангами.
ББА - Атакует шлейфом огня если зажать кнопку B, можно бежать/прыгать во время атаки (при использовании Turbo B не атакует).
БББ - Атакует гранатами.
Спутник можно взять в руки, и метнуть его во врага (Вниз+А затем Б), или подняться вертикально наверх (Вниз+А и после отпустить Вниз). Спутник уязвим, он наносит урон врагу и себе при контакте, и после вовсе исчезает.
Если собрать дважды одинаковые комбинации спутника, вы получите огненный костюм (огнемёт в японской версии). Этот бонус ограничен по времени и наносит очень большой урон врагу, но если вы получаете урон, время стремительно сокращается.

## Различие между американской и японской версиями
- Название: В Японии игра называлась Tokkyuu Shirei Solbrain, а за пределами Японии - Shatterhand. На постсоветском пространстве была распространена пиратская версия с логотипом "Roboсop 3" (не путать с реальным RoboCop 3), в которой была вырезана возможность выбора уровней, а также имелся баг, который делал игру и вовсе непроходимой. Бой с боссом на втором уровне даже после победы всегда начинался заново .
- Главный герой: В японской версии игрок управляет полицейским в робокостюме, а в западной - киборгом.
- Бонусы: В японской версии бонусы в виде квадратиков с буквой "P", а в западной - монетки.
- Спутники: Отличаются визуально.
- Заставка: В американской версии вступительная заставка показывается перед тем, как появится надпись "Press Start".
- C Уровень: В японской версии действие происходит в парке развлечений, а в западной внутри подводной лодки. А также на уровне C саундтрек звучит по-другому.
- Босс: Боссов уровней C и B в американской версии поменяли местами.
- Супероружие: В японской версии время огнемёта длится в два раза дольше чем огненный костюм в западной версии.